# О’Келли, Триша
Патри́ша Бет «Три́ша» О’Ке́лли (англ. Patricia Beth «Tricia» O'Kelley; род. 26 сентября 1968, Мелроз, Массачусетс) — американская актриса, сценарист и кинопродюсер.

## Биография
Родилась 26 сентября 1968 года в Мелрозе (штат Массачусетс, США), выросла в Ла-Грейндже, штат Иллинойс, а в настоящее время она проживает в Лос-Анджелесе, штат Калифорния.
Окончила Висконсинский университет в Мадисоне.

## Карьера
Триша дебютировала в кино в 1998 году, сыграв роль Сьюзан в фильме «900 жизней Джеки Фрай». В 2011—2013 года О’Келли играла роль Камиль Бойкевич в телесериале «Тайная жизнь американского подростка». Всего она сыграла в 35-ти фильмах и телесериалах.
В 2009 году Триша дебютировала в качестве продюсера с фильмом «Синоптик», в котором она также сыграла роль Сильвии.
В 2010 году Триша дебютировала в качестве сценариста с телесериалом «Новые приключения старой Кристин», в котором она также играла роль Марли Эрхардт в 2006—2010 года.
В 2012—2013 года Триша была сценаристом и продюсером телесериала «Горькая пятёрка».

## Личная жизнь
С 6 июля 2007 года Триша замужем за актёром Адамом Роузенблаттом (род.1977). У супругов есть двое дочерей — Эйвери Джеймс Роузенблатт (род.05.08.2008) и Чарли Эллис Роузенблатт (род.26.06.2010).

## Избранная фильмография
| Год       |   | Русское название                 | Оригинальное название                    | Роль            |
| --------- | - | -------------------------------- | ---------------------------------------- | --------------- |
| 1998      | ф | 900 жизней Джеки Фрай            | The 900 Lives of Jackie Frye             | Сьюзан          |
| 2006—2010 | с | Новые приключения старой Кристин | The New Adventures of Old Christine      | Марли Эрхардт   |
| 2009      | ф | Синоптик                         | Weather Girl                             | Сильвия         |
| 2011—2013 | с | Втайне от родителей              | The Secret Life of the American Teenager | Камиль Бойкевич |
| 2016      | с | Две девицы на мели               | 2 Broke Girls                            | Марисса         |

### Продюсер
- 2009 — Синоптик / Weather Girl
- 2012—2013 —  Горькая пятёрка / Bitter Party of Five

### Сценарист
- 2010 — Новые приключения старой Кристин / The New Adventures of Old Christine
- 2012—2013 —  Горькая пятёрка / Bitter Party of Five